# 大迪克河

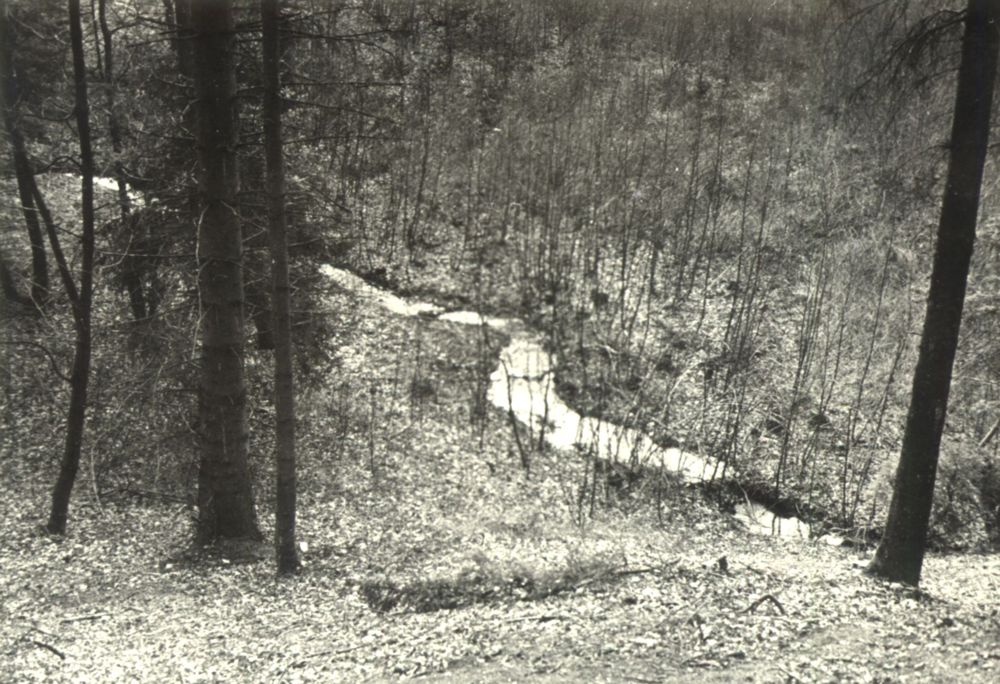
大迪克河，1955年

52°30′20.08″N 8°39′22.39″E / 52.5055778°N 8.6562194°E
大迪克河（德語：Großer Dieckfluss），是德國的河流，位於該國西部，由北萊茵-威斯特法倫州負責管轄，屬於大奧厄河的左支流，河道全長38公里，流域面積179平方公里，發源自普魯士奧爾登多夫。